# Sinait
Sinait (Bayan ng Sinait) är en kommun i Filippinerna. Kommunen ligger på ön Luzon, och tillhör provinsen Södra Ilocos. Folkmängden uppgår till 24 070 invånare.

## Barangayer
Sinait är indelat i 44 barangayer.
| - Aguing - Ballaigui (Pob.) - Baliw - Baracbac - Barikir - Battog - Binacud - Cabangtalan - Cabarambanan - Cabulalaan - Cadanglaan - Calingayan - Curtin - Dadalaquiten Norte - Dadalaquiten Sur | - Duyayyat - Jordan - Calanutian - Katipunan - Macabiag (Pob.) - Magsaysay - Marnay - Masadag - Nagcullooban - Nagbalioartian - Nagongburan - Namnama (Pob.) - Pacis - Paratong - Dean Leopoldo Yabes (Pug-os) | - Purag - Quibit-quibit - Quimmallogong - Rang-ay (Pob.) - Ricudo - Sabangan (Marcos) - Sallacapo - Santa Cruz - Sapriana - Tapao - Teppeng - Tubigay - Ubbog - Zapat |